# دوغلاس روس
دوغلاس آلان روس (بالإنجليزية: Douglas Alan Ross)‏ مواليد 9 مايو 1948، هو فيزيائي بريطاني. يعمل حاليا أستاذا فخريا للفيزياء في جامعة ساوثهامبتون.

## التعليم
درس روس في الكلية الجديدة بأوكسفورد، حيث حصل على درجة البكالوريوس في 1969 والدكتوراة في 1972، تحت إشراف جون كلايتون تايلور. وكان عنوان أطروحة الدكتوراة أعلى ترتيب تصويبات لاضمحلال الميوون.

## أبحاثه
اشتهر روس بإسهاماته في تطوير واستغلال نظرية المقياس، سواء داخل أو خارج نظرية النموذج المعياري في فيزياء الجسيمات. وقد أدى عمله إلى فهم إعادة استنظام هيكل نظريات كسر التناظر التلقائي وخصائص نظرية سلسلة اضطراب نظرية المقياس. وقد أنجز عددا من حسابات الاضطراب الأولية التي ساعدت على إنشاء الديناميكا اللونية الكمية من نظرية القوة النووية. كما ساهم أيضا في فيزياء ما وراء النموذج العياري وهي ظاهرة لعدم مراقبة اضمحلال البروتون المستبعدة لتبسيط النظرية الموحدة العظمى.

## الجوائز والأوسمة
انتخب روس زميلا في الجمعية الملكية عام 2005.